# Jochen Mass
Jochen Mass   (Dorfen, 30 de setembre de 1946 - Canes, 4 de maig de 2025) va ser un pilot de curses automobilístiques alemany que va arribar a disputar curses de Fórmula 1.
Jochen Mass va debutar a la novena cursa de la temporada 1973 de Fórmula 1 (la 24a temporada de la història) del campionat del món de la Fórmula 1, disputant el 14 de juliol del 1973 el GP de la Gran Bretanya al circuit de Silverstone.
Va participar en 114 curses puntuables pel campionat de la F1, disputades en nou temporades consecutives (1973-1980 i 1982), aconseguint una victòria (vuit podis) i assolí 71 punts pel campionat del món de pilots, amb un sisè lloc com a millor classificació final en una temporada (1977).

## Resultats a la Fórmula 1
| Any  | Equip                       | Xassís  | Motor    | 1       | 2       | 3         | 4         | 5       | 6        | 7       | 8       | 9       | 10      | 11      | 12      | 13      | 14      | 15      | 16      | 17      | Posició | Punts |
| ---- | --------------------------- | ------- | -------- | ------- | ------- | --------- | --------- | ------- | -------- | ------- | ------- | ------- | ------- | ------- | ------- | ------- | ------- | ------- | ------- | ------- | ------- | ----- |
| 1973 | Team Surtees                | Surtees | Cosworth | ARG     | BRA     | SUD       | ESP       | BEL     | MON      | SUE     | FRA     | GBR Ret | HOL     | ALE 7   | AUT     | ITA     | CAN     | USA Ret |         |         | -       | 0     |
| 1974 | Team Surtees                | Surtees | Cosworth | ARG Ret | BRA 17  | SUD Ret   |           |         |          |         |         |         |         |         |         |         |         |         |         |         | -       | 0     |
| 1974 | Bang & Olufsen Team Surtees | Surtees | Cosworth |         |         |           | ESP Ret   | BEL Ret | MON NVS  | SUE Ret | HOL Ret | FRA Ret | GBR 14  | ALE Ret |         |         |         |         |         |         | -       | 0     |
| 1974 | Yardley McLaren             | McLaren | Cosworth |         |         |           |           |         |          |         |         |         |         |         | AUT     | ITA     | CAN 16  | USA 7   |         |         | -       | 0     |
| 1975 | Marlboro Team Texaco        | McLaren | Cosworth | ARG 14  | BRA 3   | SUD 6     | ESP 1     | MON 6   | BEL 1Ret | SUE Ret | HOL Ret | FRA 3   | GBR 7   | ALE Ret | AUT 4   | ITA Ret | USA 3   |         |         |         | 8è      | 20    |
| 1976 | Marlboro Team McLaren       | McLaren | Cosworth | BRA 6   | SUD 3   | O.USA Ret | ESP Ret   | BEL 6   | MON 5    | SUE 11  | FRA 15  | GBR Ret | ALE 3   | AUT 7   |         | ITA Ret | CAN 5   | USA 4   | JPN Ret |         | 9è      | 19    |
| 1976 | Marlboro Team McLaren       | McLaren | Cosworth |         |         |           |           |         |          |         |         |         |         |         | HOL 9   |         |         |         |         |         | 9è      | 19    |
| 1977 | Marlboro Team McLaren       | McLaren | Cosworth | ARG Ret | BRA Ret | SUD 5     | O.USA Ret | ESP 4   | MON 4    | BEL Ret | SUE 2   | FRA 9   |         |         |         |         |         |         |         |         | 6è      | 25    |
| 1977 | Marlboro Team McLaren       | McLaren | Cosworth |         |         |           |           |         |          |         |         |         | GBR 4   | ALE Ret | AUT 6   | HOL Ret | ITA 4   | USA Ret | CAN 3   | JPN Ret | 6è      | 25    |
| 1978 | ATS Racing                  | ATS     | Cosworth | ARG 11  | BRA 7   | SUD Ret   | O.USA Ret | MON NVQ | BEL 11   | ESP 9   | SUE 13  | FRA 13  | GBR NC  | ALE Ret | AUT NVQ | HOL NVQ | ITA     | USA     | CAN     |         | -       | 0     |
| 1979 | Warsteiner Arrows           | Arrows  | Cosworth | ARG 8   | BRA 7   | SUD 12    | O.USA 9   | ESP 8   | BEL Ret  | MON 6   |         |         |         |         |         |         |         |         |         |         | 18è     | 3     |
| 1979 | Warsteiner Arrows           | Arrows  | Cosworth |         |         |           |           |         |          |         | FRA 15  | GBR Ret | ALE 6   | AUT Ret | HOL 6   | ITA Ret | CAN NVQ | USA NVQ |         |         | 18è     | 3     |
| 1980 | Warsteiner Arrows           | Arrows  | Cosworth | ARG Ret | BRA 10  | SUD 6     | O.USA 7   | BEL Ret | MON 4    | FRA 10  | GBR 13  | ALE 8   | AUT NVQ | HOL NVS | ITA     | CAN 11  | USA Ret |         |         |         | 17è     | 4     |
| 1982 | March Grand Prix            | March   | Cosworth | SUD 12  | BRA 8   | O.USA 8   | MAR       | BEL Ret | MON NVQ  | E.USA 7 | CAN 11  | HOL Ret | GBR 10  | FRA Ret | ALE     | AUT     | SUI     | ITA     | LVG     |         | -       | 0     |

### Resum
| Curses: | Victòries: | Pòdiums: | Poles: | Voltes ràpides: | Punts: |
| ------- | ---------- | -------- | ------ | --------------- | ------ |
| 114     | 1          | 8        | 0      | 2               | 71     |